# Музей истории Уралвагонзавода
Музей истории Уралвагонзавода находится в городе Нижнем Тагиле, в Дзержинском районе города, по адресу Восточное шоссе, 28/7, возле главной проходной Уралвагонзавода. Музей вместе с Музеем бронетанковой техники и Выставкой вагонной продукции УВЗ входит в музейно-выставочный комплекс УВЗ.

## История
Музей Уралвагонзавода был создан 5 ноября 1969 года на базе технического кабинета «Музея трудовой и боевой славы предприятия». Впоследствии музей развился до выставочного комплекса. В состав музейного объединения входят музей истории предприятия с экспозиционной площадью в 1000 м², Музей бронетанковой техники с экспозиционной площадью 1000 м², а также Музей-выставка вагонной продукции УВЗ.
В начале 1990-х Музей истории занял выставочный зал в здании центральной проходной Уралвагонзавода.

## Экспозиция
Шесть разделов экспозиции повествуют о создании на Уралвагонзаводе трудом сотен тысяч инженеров и рабочих, учёных и специалистов высочайшей индустриальной культуры.
Первый раздел охватывает период проектирования, строительства и становления предприятия в 1926—1941 годов. Он посвящён созданию новейших технологий, формированию трудового коллектива завода, зарождению системы управления гигантским предприятием. Среди раритетов, демонстрирующихся в этом разделе:
- Коллекция приборов заводской лаборатории;
- Альбомы чертежей товарных вагонов XIX — начало XX века;
- Макеты образцов грузового подвижного состава предвоенных годов выпуска;
- Фрикционный аппарат автосцепного устройства образца 1933 года;
- Фотографии производственных процессов и оборудования цехов и другое.

Второй раздел занимает выставка «Уралвагонзавод в годы Великой Отечественной войны 1941—1945 гг.». Данная экспозиция посвящена созданию на базе УВЗ и двенадцати других эвакуированных на Урал предприятий, а также научных институтов страны крупнейшего танкового завода мира, внедрению и развитию уникальных технологий, социальной организации производства. В экспозиции представлены:
- Образец автомата сварки танковой брони под слоем флюса;
- Действующий макет конвейера сборки танков;
- Картина И. И. Воскобойникова «Седой Урал куёт победу» (1946 год), ставшая символом трудового тыла;
- Личные вещи солдат (фотографии, письма с фронта, похоронки, солдатские медальоны, снаряды, обмундирование и предметы быта) и многое другое.

В разделе «Уралвагонзавод в 1946—1955 гг.» показаны ход модернизации морально и физически изношенного оборудования в эпоху «Холодной войны», уникальные проекты, натуральные образцы оборудования и макеты вагонной продукции 1950-60-х гг. Другие разделы музея посвящены развитию Уралвагонзавода 1956—1970 годов, в эпоху реконструкции 1970—1980-х годов и культурологическому значению предприятия.
В выставочном зале демонстрируются произведения художников России, лучшие творческие работы воспитанников детских художественных школ и студий, исторические и научно-технические экспозиции. Также проходят встречи детей и юношества с известными учёными, инженерами и лучшими рабочими, ветеранами труда и войны, торжественные приёмы заслуженных сотрудников, уроки мужества, дни памяти, «круглые столы», мастер-классы и лектории.
В библиотеке музея собраны книги по истории страны, краеведению, музееведению, учебная и справочная литература. Издания по вагоностроению и танкостроению, криогенному машиностроению и космонавтике, металлургии и электросварке, выпущенные в разные годы XX века. В отдельном разделе хранятся издания об Уралвагонзаводе, других предприятиях России и зарубежных стран.